# Rodrigo Montoya Rojas
Rodrigo Montoya Rojas (* 3. August 1943 in Puquio, Distrikt Puquio, Provinz Lucanas, Region Ayacucho, Peru) ist ein peruanischer Anthropologe, Soziologe, Schriftsteller und Sammler von Liedern.

## Leben
Rodrigo Montoya Rojas wuchs in Puquio auf, einer Gegend mit Chanka-Quechua als Regionalsprache. 1960 ging er zum Studium nach Lima an die Universidad Nacional Mayor de San Marcos (UNMSM), wo er 1970 in Anthropologie promoviert wurde. Ab 1968 war er an der Fakultät für Sozialwissenschaften der UNMSM als Dozent tätig. Im Anschluss ging er nach Paris, wo er 1977 nach fünf Jahren an der Université Paris Descartes in Soziologie einen zweiten Doktortitel erlangte.
Montoyas Forschungsschwerpunkte sind die Entwicklung der kapitalistischen Gesellschaft und Ökonomie in Peru, die Land- und Ernährungsfrage (Landreform) und die Rolle der indigenen Völker, namentlich der Quechua, in der Entwicklung des Landes. An mehreren Universitäten in Frankreich, Spanien, Lateinamerika und den USA hatte er Aufenthalte als Gastprofessor.
Besonders in Peru wurde er auch bekannt durch die Veröffentlichung gesammelter Lieder – in der Mehrzahl Waynos – auf Quechua in zwei Auflagen 1987 und 1997, gemeinsam mit seinen beiden Brüdern.

## Werke

### Sozialwissenschaftliche Arbeiten
- 1970: A propósito del carácter predominante capitalista de la economía peruana actual. Teoría y Realidad
- 1978: A propósito del carácter eminentemente capitalista de la economía peruana. Mosca Azul, Lima.
- 1980: Capitalismo y no capitalismo en el Perú. Mosca Azul, Lima
- 1981: El problema agrario en el Perú. Berliner Institut für Vergleichende Sozialforschung, Berlin (West)
- 1987: La cultura quechua hoy. Hueso Húmero, Lima
- 1989: Lucha por la tierra, reformas agrarias y capitalismo en el Perú del siglo XX. Mosca Azul, Lima
- 1990: Por una educación bilingüe en el Perú. Reflexiones sobre cultura y socialismo. Mosca Azul y CEPES, Lima
- 1992: Al borde del naufragio. Democracia, violencia y problema étnico en el Perú. SUR, Lima
- 1998: Multiculturalidad y política. Derechos indígenas, ciudadanos y humanos. SUR, Lima
- 2005: De la utopía andina al socialismo mágico. Antropología, historia y política en el Perú. Instituto Nacional de Cultura, Cusco
- 2011: Destinies of the Quechua Culture in Peru: The Outlook in Lima, Villa El Salvador, and Puquio. Sussex Academic Press. ISBN 9781845193621, 1845193628
- 2013: Encanto y celebración del wayno. Dirección Regional de Cultura del Cusco
- 2019: Culturas – realidad, teoría y poder. Universidad Nacional Mayor de San Marcos, Universidad del Perú. Decana de América, Fondo Editorial, Facultad de Ciencias Sociales. ISBN 978-9972466571

### Gesammelte Lieder, mit seinen Brüdern als Herausgeber
Rodrigo Montoya Rojas, Edwin Montoya Rojas, Luis Montoya Rojas 1987:
- 1987: La sangre de los cerros. Urqukunapa yawarnin. Antología de la poesía quechua que se canta en el Perú.
- 1987: La sangre de los cerros. Urqukunapa yawarnin. Antología de la poesía quechua cantada. Partitura.

Rodrigo Montoya Rojas, Edwin Montoya Rojas, Luis Montoya Rojas 1997:
- 1997: Urqukunapa yawarnin – antología de la poesía quechua que se canta en el Perú. Universidad Nacional Federico Villarreal (2. Auflage, 5 Bände)

1. Urqukunapa yawarnin. Takistin , tusustin tarpusunchik. Universidad Nacional Federico Villarreal, Lima
2. Urqukunapa yawarnin. Urpischallay. Universidad Nacional Federico Villarreal, Lima
3. Urqukunapa yawarnin. Wakcha kay. Universidad Nacional Federico Villareal, Lima
4. Urqukunapa yawarnin. Qipa wiñaqkuna sayariychik. Universidad Nacional Federico Villareal, Lima
5. Urqukunapa yawarnin. Partituras. Universidad Nacional Federico Villareal, Lima

### Roman
- 1997: El tiempo del descanso. SUR, Lima